# Mostafa Meshaal
Mostafa Tarek Meshaal (en árabe: مصطفى طارق مشعل‎; Doha, Catar; 28 de marzo de 2001) es un futbolista catarí. Juega de centrocampista y su equipo actual es el Al Sadd SC de la Liga de Catar.

## Selección nacional
Es internacional juvenil por Catar. Disputó la Copa Asiática Sub-23 de la AFC de 2022.
Fue citado por la selección de Catar para disputar la Copa Mundial de Fútbol de 2022.

### Participaciones en copas juveniles
| Copa                                   | Sede  | Resultado      |
| -------------------------------------- | ----- | -------------- |
| Copa Asiática Sub-23 de la AFC de 2022 | Catar | Fase de grupos |

### Participaciones en copas mundiales
| Copa                           | Sede  | Resultado      |
| ------------------------------ | ----- | -------------- |
| Copa Mundial de Fútbol de 2022 | Catar | Fase de grupos |

## Clubes
| Club                     | País  | Año           |
| ------------------------ | ----- | ------------- |
| Al Sadd SC               | Catar | 2019-presente |
| Al-Shamal S. C. (cedido) | Catar | 2023          |

## Palmarés

### Títulos nacionales
| Título                              | Club       | País  | Año     |
| ----------------------------------- | ---------- | ----- | ------- |
| Copa del Emir de Catar              | Al Sadd SC | Catar | 2020    |
| Copa del Emir de Catar              | Al Sadd SC | Catar | 2021    |
| Copa Príncipe de la Corona de Catar | Al Sadd SC | Catar | 2019-20 |
| Copa Príncipe de la Corona de Catar | Al Sadd SC | Catar | 2020-21 |
| Copa del Jeque Jassem               | Al Sadd SC | Catar | 2019    |
| Copa de las Estrellas de Catar      | Al Sadd SC | Catar | 2020    |